# Salisbury, Pennsylvania
Salisbury är en ort i Somerset County i delstaten Pennsylvania, USA.